# 普拉巴尼
普拉巴尼（Phulabani），是印度奥里萨邦Kandhamal县的一个城镇。总人口33887（2001年）。

## 人口
该地2001年总人口33887人，其中男性17895人，女性15992人；0—6岁人口3986人，其中男2105人，女1881人；识字率76.04%，其中男性为83.22%，女性为68.01%。